# جورج ناثان
جورج ناثان (بالإنجليزية: George Nathan)‏ هو ضابط أيرلندي، ولد في 20 يناير 1895 في جمهورية أيرلندا، وتوفي في 16 يوليو 1937 في برونيتي في إسبانيا.